# La morte invisibile
La morte invisibile (Mr. Wong, detective) è un film del 1938 diretto da William Nigh.
È un film giallo e thriller statunitense con Boris Karloff e Grant Withers. È il primo lungometraggio della serie dedicata al detective cinese americano Mr. Wong, interpretato da Karloff, ispirati ai romanzi di Hugh Wiley.

## Trama
La morte di Simon Dayton, magnate dell'industria chimica che si era appena rivolto a Wong manifestandogli i propri timori in seguito ad alcune minacce, sembra far cadere tutti i sospetti sui di lui soci in affari, Christian Wilk e Theodore Meisel, che proprio pochi istanti prima della sua morte lo avevano persuaso a firmare un testamento con cui li riconosceva come suoi eredi nelle quote della società.
Ma il capitano Street individua un altro sospetto, Carl Roemer, con cui Dayton si trovava in disaccordo in quanto quest'ultimo si era appropriato della sua grande scoperta, un letale gas velenoso, senza riconoscergli alcun compenso. Ma proprio mentre Roemer si trova in stato di arresto ed è torchiato da Street, vengono assassinati anche gli altri due soci della Dayton. Cosicché Roemer viene scarcerato.
Mentre sembra che il caso venga archiviato come omicidio-suicidio a carico di Theodore Meisel, Wong riesce astutamente a smascherare il diabolico piano di Roemer: Egli aveva infatti confezionato delle fragilissime ampolle in vetro contenenti il suo letale gas velenoso che si spezzavano con le vibrazioni sonore provocate dalla sirena delle auto della polizia, cosicché dopo aver introdotto ciascuna di queste ampolle negli uffici dei tre soci, ad egli non restava altro che procurarsi un alibi di ferro (alla stazione della polizia) e persuadere i tre magnati del grave ed imminente stato di pericolo in cui si trovavano, costringendoli a chiamare la polizia, in modo da consegnarsi, ignari, a morte certa.

## Produzione
Le riprese del film iniziarono il 24 agosto 1938.

## Distribuzione
Il film fu distribuito con il titolo Mr. Wong Detective negli Stati Uniti il 5 ottobre 1938 al cinema dalla Monogram Pictures.